# The Reward of Patience (film 1916)
The Reward of Patience è un film muto del 1916 diretto da Robert G. Vignola.

## Trama
Robert Penfield, un ingegnere civile, si reca in Pennsylvania in una città abitata da quacqueri, dove conosce Patience. La ragazza si innamora di lui, ma Robert è già fidanzato con Edith che, in realtà, vuole sposarlo solo per i suoi soldi. Patience, comunque, quando Robert se ne va, lo segue per restargli vicina, trovando lavoro come segretaria della signora Penfield. 
Robert ed Edith si sposano e hanno un bambino di cui finisce per prendersi cura Patience, molto più sollecita della stessa madre. Edith, infatti, ha altri interessi: riprende una relazione con Paul Dunstan, un suo vecchio pretendente che lei aveva respinto solo perché povero. Paul, però, ha nel frattempo ereditato un mucchio di denaro e ciò provoca un voltafaccia in Edith che decide di fuggire con l'amante ricco. La coppia finirà annegata quando lo yacht di Paul affonda. Libero, Robert si rende finalmente conto di amare la fedele Patience alla quale chiede di sposarlo.

## Produzione
Il film fu prodotto dalla Famous Players Film Company.

## Distribuzione
Distribuito dalla Famous Players-Lasky Corporation, il film uscì nelle sale cinematografiche USA il 10 settembre 1916.